# لوک فولول
لوک فولول (به انگلیسی: Luke Folwell) ژیمناست زادهٔ ۱۵ مهٔ ۱۹۸۷ میلادی اهل کشور بریتانیا است.